# Équipe d'Allemagne de l'Est de football en 1976
Il s'agit des matchs de la sélection est-allemande au cours de l'année 1976.
NB: La Fédération est-allemande compte les matchs de la RDA lors des Jeux olympiques, mais ne sont pas comptabilisés par la FIFA. Au passage, la RDA récolte la médaille d'or dans ce tournoi.

## Matchs et résultats
| Match amical                              | Allemagne de l'Est                                            | 5 – 0   | Algérie | Stade de l'amitié, Cottbus                         |                                                    |
| 21 avril 1976 · Historique des rencontres | Kotte 9e 82e · Riediger 12e · Heidler 36e · Dörner 61e (pen.) | (3 - 0) |         | Spectateurs : 8 000 Arbitrage : M. Stec ( Pologne) | Spectateurs : 8 000 Arbitrage : M. Stec ( Pologne) |

| Match amical                                  | Allemagne de l'Est | 1 – 1   | Hongrie     | Friedrich-Ludwig-Jahn-Sportpark, Berlin-Est                   |                                                               |
| 22 septembre 1976 · Historique des rencontres | Riediger 19e       | (1 - 1) | 26e Fazekas | Spectateurs : 20 000 Arbitrage : M. Lund-Sørensen ( Danemark) | Spectateurs : 20 000 Arbitrage : M. Lund-Sørensen ( Danemark) |

| Qualifications Coupe du monde 1978          | Bulgarie | 0 – 4   | Allemagne de l'Est                         | Stade central, Sliven                                 |                                                       |
| 27 octobre 1976 · Historique des rencontres |          | (0 - 2) | 38e 40e Streich · 63e Heidler · 66e Schade | Spectateurs : 25 000 Arbitrage : M. Jargus ( Pologne) | Spectateurs : 25 000 Arbitrage : M. Jargus ( Pologne) |

| Qualifications Coupe du monde 1978           | Allemagne de l'Est | 1 – 1   | Turquie          | Stade Dynamo, Dresde                                        |                                                             |
| 17 novembre 1976 · Historique des rencontres | Kotte 3e (pen.)    | (1 - 1) | 31e (pen.) Cemil | Spectateurs : 18 000 Arbitrage : M. Partridge ( Angleterre) | Spectateurs : 18 000 Arbitrage : M. Partridge ( Angleterre) |